# Angela Chalmers
Angela Frances Chalmers-Espinoza, kanadska atletinja, * 6. september 1963, Brandon, Manitoba, Kanada.
Nastopila je na poletnih olimpijskih igrah v letih 1988 in 1992, ko je osvojila bronasto medaljo v teku na 3000 m. Na panameriških igrah je osvojila srebrno medaljo v isti disciplini leta 1987, na igrah Skupnosti narodov pa dve zlati medalji v teku na 3000 m in eno v teku na 1500 m.